# Johan P. Olsen
Johan Peder Olsen (* 14. August 1939 in Tromsø) ist ein norwegischer Politikwissenschaftler.

## Leben und Wirken
Der emeritierte Professor der Universität Bergen gehört zu den Vertretern des Neuen Institutionalismus in den Sozialwissenschaften. Zudem entwarf er (gemeinsam mit Michael D. Cohen (1945–2013) und James March) mit dem Mülleimer-Modell ein alternatives Handlungsprogramm für Organisationen.
Nach einigen Jahren als Journalist studierte Olsen Politikwissenschaft an der Universität Oslo und an der Universität Bergen, wo er 1971 promoviert und 1973 Professor für Verwaltungswissenschaft und Organisationstheorie wurde. Ab 1993 war er Direktor des norwegischen Grundlagenforschungsprogramms ARENA (Advanced Research on the Europeanization of the Nation-State). Olsen wirkte als Gastprofessor an verschiedenen US-amerikanischen Hochschulen, insbesondere der Stanford University.
2011 wurde Olsen in die National Academy of Sciences gewählt.